# Ahmed Sékou Touré
Ahmed Sékou Touré (Faranah, 9. siječnja 1922. – Cleveland, Ohio, 26. ožujka 1984.), gvinejski političar i predsjednik.
Potječe iz naroda Malinke. Najveći uspjeh koji je ostvario je oslobađanje Gvineje od kolonijalne vlasti Francuske 1958. godine od kada i potječe njegova poznata rečenica upućena Charles de Gaulleu nakon što je ovaj raspisao referendum: "Bolje nam je biti siromašni u slobodi, nego bogati u ropstvu.".
Godine 1966. pružio je azil ganskom predsjedniku Kwame Nkrumahu koji je vojnim udarom srušen s vlasti. Za vrijeme svoje vladavine stvorio je jednu od najstrašnijih diktatura u Africi u kojoj je tisuće svojih političkih protivnika dao mučiti i poubijati. Gvineja je u tom vremenu imala najmanje dva milijuna prognanika. Pred kraj vladavine na pritisak gvinejskih žena morao je promijeniti unutrašnju politiku, a vanjskopolitički je pokušavao pridobiti pomoć zapadnih zemalja. 
Umro je u Clevelandu za vrijeme operacije srca.
U listopadu 2021., povodom 50. godišnjice masakra u listopadu 1971., rodbina 70 Gvinejaca pogubljenih pod režimom Sékou Touré zatražila je od predsjednika Mamadyja Doumbouye rehabilitaciju i dostojanstven ukop za žrtve.